# Papuagrion reductum
Papuagrion reductum är en trollsländeart som beskrevs av Friedrich Ris 1913. Papuagrion reductum ingår i släktet Papuagrion och familjen dammflicksländor. IUCN kategoriserar arten globalt som otillräckligt studerad. Inga underarter finns listade i Catalogue of Life.